# 中鶴勝祥
中鶴勝祥（日语：中鶴 勝祥，1962年5月22日—），日本資深男性動畫師、原畫師、人物設計師。出身於大分縣。東映動畫出身，現在是自由身。

## 來歷、人物
中鶴早年受《宇宙戰艦大和號》《銀河鐵道999》《機動戰士鋼彈》等電影動畫影響，讀了動畫雜誌《Animage》對動畫如何製造的產生興趣。高中畢業後原本和父母親提議要讀設計系學校，但是看見東映動畫正在招募動畫師現場技術人員而進入東映動畫研究所。經過六個月培訓學習動畫基礎後，就在該公司上班。中鶴是東映動畫第一期研修生之一。培訓之後的第一部作品是1981年播映的電視動畫《怪博士與機器娃娃》但是因為畫不出來面臨挫折「我以為自己能辦到，但是實際上非常難，一開始就非常棘手」「腦袋一角有想退出的念頭，但是如果退出要做甚麼？我無法想像」「與其猶豫不決，不如實際跳進去做，用自己的眼睛觀察體驗工作後，再思考究竟適合嗎。如果什麼都還沒嘗試就會一無所知，這些經歷不會白費。回想起來，我是因為運氣才走到這個地步。」。於是與安藤正浩經過劇場動畫作品《FUTURE WAR 198X年》的見習後，開始參加東映動畫海外合作的作品《G.I Joe》、《My Little Poney》、《Dungeons & Dragons》原畫工作一段時間，主動表示想學習鳥山明的畫風，導演西尾大介請中鶴和同期的學員井手武生從1986年開播的電視動畫《七龍珠》參加原畫的工作。
在動畫《七龍珠》、《七龍珠Z》的製作團隊中，中鶴與佐藤正樹、江口壽志、井手武生等人主要是在Studio Junio的前田實指導下負責原畫工作。從《七龍珠Z》的第44話第一次擔任作畫監督花六個星期的時間搞定，開始被東映動畫的其他工作職員稱為新一代前田實。在《七龍珠Z》累積作畫監督經驗後，同名動畫的魔人普烏篇開始到續篇《七龍珠GT》及1997年的重製動畫《怪博士與機器娃娃》的人物設計工作由中鶴擔任。
曾經指導和帶領中鶴的前田實說過「他們（含中鶴勝祥在內）在工作上的表現都很出色，以至於我不需要特別費盡心力去管理、督促他們」有一次中鶴負責《龍珠Z》電視動畫的作畫監督，看到電視播映的鳥山明打電話至公司詢問「前田先生這是你嗎!?這簡直一模一樣啊。」 前田：「和原作很接近對嗎？昨天傍晚我也在電視上看到了（笑）這是中鶴勝祥君，我只檢查中鶴君製作的Nname和Layout，我沒有做到什麼（笑）」
不僅如此，中鶴他還負責過鳥山原作漫畫《稍微回來一下的怪博士與機器娃娃》與《貯金戰士Cashman》這2部重製作品的作畫。及遊戲《特魯內克大冒險 不可思議的迷宮》和《勇者鬥惡龍》系列的相關插圖繪製、動畫《數碼寶貝系列》第1-4和8作的人物設定和《冒險王比特》系列的設計協力等等。值得一提的是，動畫《數碼寶貝大冒險》的人物設定當初原來是要請鳥山跨業擔任，最終還是決定選定畫風接近鳥山風格的中鶴擔任。
《七龍珠GT》動畫播出之後，在上文有提到該作動畫的角色其實才是由中鶴所畫的，但當時有外界普遍認為就是由《七龍珠》的原作者鳥山親手畫的說法。還有，鳥山他自己承認說才一轉眼沒多久，中鶴就已經能掌握鳥山自己的繪畫習慣，還說「這個角色到底是我畫的？還是中鶴畫的？當時就連我自己都搞不太清楚了」，然後鳥山還提到第一次看到中鶴畫的七龍珠角色時說「真的是很厲害。今後我還能畫出這樣的東西嗎？」等有時候難以區分的話。但是相反的是，鳥山又表示用另外一個的角度看中鶴的畫風似乎接近跟自己的畫風之後，用抱持著理想的心情說「我把圖畫出來之後，然後由中鶴負責上色，最後再簽上我和中鶴的名字」。

## 其他
中鶴在多年擔當人物設計師與動畫的生崖中，中鶴認為自己較滿意的原創角色是《數碼寶貝03 馴獸師之王》的牧野留姬與大耳獸，最喜歡《七龍珠》十分有親和力的武天老師。由當年剛出社會石崎壽夫所繪製的妖狐獸的進化過程令他震驚，因為憶起過去剛起步時的自己做不來做對比，中鶴十分佩服石崎壽夫的實力面對《七龍珠超》的看法，中鶴認為繪製《七龍珠》是一件有趣和愉快的工作，但是現在的《七龍珠》動畫製作現場狀況不理想，由於《七龍珠超》是一套改編原作，但是沒有漫畫基礎參考的原創動畫，所以必須花很大的精神描寫與創作，中鶴透漏在過去也曾經參與製作像這樣的作品。

## 作品列表

### 電視動畫
- 數碼寶貝大冒險（人物設定）
- 數碼寶貝大冒險02（人物設定）
- 數碼寶貝03馴獸師之王（人物設定）
- 數碼寶貝04無限地帶（人物設定）
- 怪博士與機器娃娃 (1997年版)（人物設定[注 1]OP作畫、ED作畫）
- 七龍珠（原畫）
- 七龍珠Z（人物設定（200話以降）[注 2]、原畫、作畫監督）
- 七龍珠GT（人物設定、原畫）
- 七龍珠超（原畫）
- 冒險王比特（人物設定[注 1]）
- 魔法少年賈修（第一期OP原畫）
- 墓場鬼太郎（原畫）
- ONE PIECE（原畫）
- ONE PIECE 梅利特別篇 ～另一位夥伴的故事～（2013年，原畫）
- 火影忍者疾風傳（2015年，原畫）
- 黑色五葉草（2018年，動作作畫監督）
- 數碼寶貝大冒險：（人物設定[注 3]）

### 試播動畫
- 新宇宙飛龍（人物設定、原畫、作畫監督）

### 電影動畫
- 宇宙戰艦大和號 完結篇（動畫）
- 勝利投手（原畫）[注 4]
- 劍之介少爺（日语：剣之介さま）（作畫監督）
- 數碼寶貝系列
  - 數碼寶貝03馴獸師之王：冒險者的戰鬥（人物設定）
  - 數碼寶貝03馴獸師之王：暴走數碼寶貝特急（人物設定）
  - 數碼寶貝04無限地帶：古代數碼寶貝復活!!（人物設定）
  - 數碼寶貝 LAST EVOLUTION 絆（人物設定）
  - 數碼寶貝02 THE BEGINNING（人物設定）
- 七龍珠系列
  - 七龍珠：神龍傳說（原畫）
  - 七龍珠：魔神城內的睡美人（日语：ドラゴンボール 魔神城のねむり姫）（原畫）
  - 七龍珠Z：熱血激鬥！爆發無窮潛力的悟空父子（日语：ドラゴンボールZ (1989年の映画)）（原畫）
  - 七龍珠Z：世上最強之人（日语：ドラゴンボールZ この世で一番強いヤツ）（原畫）
  - 七龍珠Z：地球超級大決戰（作畫監督補佐）
  - 七龍珠Z：超級賽亞人孫悟空（作畫監督）
  - 七龍珠Z：最強對最強（原畫）
  - 七龍珠Z：激鬥!! 100億能量戰士們（日语：ドラゴンボールZ 激突!!100億パワーの戦士たち）（原畫）
  - 七龍珠Z：極限之戰!! 三大超級賽亞人（原畫）
  - 七龍珠Z：燃燒!! 熱戰、烈戰、超激戰（日语：ドラゴンボールZ 燃えつきろ!!熱戦・烈戦・超激戦）（作畫監督補佐）
  - 七龍珠Z：神與神（原畫）
  - 七龍珠Z：復活的「F」（原畫）
- 轟天高校生（原畫）
- ONE PIECE 祭典男爵與神祕島（原畫）
- 穿越時空的少女（原畫）
- 劇場版 火影忍者：大興奮！三日月島上的動物騷亂（原畫）
- 夏日大作戰（原畫）
- 鬼神傳（日语：鬼神伝#映画）（原畫）
- THE LAST -NARUTO THE MOVIE-（原畫）
- 樂園追放 -Expelled from Paradise-（特效動畫師）
- 未來的未來（原畫）

### 遊戲
- 勇者鬥惡龍系列
  - 勇者鬥惡龍V 天空的新娘（人物設定）
  - 勇者鬥惡龍VI 幻之大地（怪物設定）
  - 勇者鬥惡龍VII 伊甸的戰士們（怪物設定）
  - 勇者鬥惡龍 怪獸仙境 秘境探險隊（人物設定）
- 怪博士與機器娃娃（日语：Dr.スランプ (ゲーム)）（人物設定）

### 書籍、DVD
- 勇者鬥惡龍V 天空的新娘 公式指南書（上）（角色插圖）
- 勇者鬥惡龍V 天空的新娘 公式指南書（下）（角色插圖）
- 勇者鬥惡龍VI 幻之大地 公式指南書（上）（角色插圖）
- 勇者鬥惡龍VI 幻之大地 公式指南書（下）（角色插圖）
- SFC 勇者鬥惡龍III 接著邁向傳說 公式指南書（角色插圖）
- 勇者鬥惡龍VIII 天空、碧海、大地與被詛咒的公主 公式指南書（上）（角色插圖）
- 勇者鬥惡龍VIII 天空、碧海、大地與被詛咒的公主 公式指南書（下）（角色插圖）
- 藍龍DVD封面插圖

### 漫畫作品
- 稍微回來一下的怪博士與機器娃娃（日语：ちょっとだけかえってきた Dr.SLUMP）（原作、監修：鳥山明，編劇：小山高生，連載於集英社《V Jump》1993年2月21號－1996年9月號）－由中鶴負責作畫的全彩色漫畫作品，單行本全4冊。
- 貯金戰士Cashman（日语：貯金戦士キャッシュマン）（原作、監修：鳥山明，編劇：小山高生，連載於集英社《V Jump》1997年6月號－1998年12月號）－鳥山明原作的漫畫重製版。曾在1998年7月發行單行本第1冊，但直到最終回為止篇幅的部分沒有在單行本收錄。

## 相關項目
- 日本動畫師列表